# Antoniówka (powiat radomski)
Antoniówka – wieś w Polsce położona w województwie mazowieckim, w powiecie radomskim, w gminie Jedlnia-Letnisko. Ma status sołectwa.
W latach 1945–1975 miejscowość administracyjnie należała do województwa kieleckiego, następnie W latach 1975–1998 do województwa radomskiego.
Przez wieś przebiega trasa drogi wojewódzkiej nr 737 oraz linia kolejowa nr 26 (zobacz przystanek kolejowy „Antonówka”).
Wierni Kościoła rzymskokatolickiego należą do parafii św. Józefa Oblubieńca Najświętszej Maryi Panny w Jedlni-Letnisku lub do parafii św. Faustyny Kowalskiej w Groszowicach.